# Nagar (osad)
Nagar – twardy osad powstający z niedopalonych cząstek materiału palnego (najczęściej paliwa).

## W silnikach spalinowych
W silnikach spalinowych nagar powstaje ze skoksowanych (niedopalonych) cząstek paliwa i oleju osadzając się na ścianach komory spalania, denku tłoka, zaworach i świecach zapłonowych.

## W broni palnej
W broni palnej nagar powstaje z niedopalonych resztek prochu. Osadza się przede wszystkim w lufie a także innych podzespołach mających styczność z gazami prochowymi jak np. zamek czy system gazowy. Gromadząc się może powodować zacięcia broni oraz inicjować korozję (zawiera silne kwasy).